# Jordan Hubbard (Schauspieler)
Jordan R. Hubbard ist ein US-amerikanischer Schauspieler.

## Leben
Hubbard machte seinen Abschluss an der Texas Southern University und zog im Mai 2010 nach Los Angeles. Dort vertiefte er seine Schauspielkenntnisse am Ivanna Chubbuck Studio. Zuvor sammelte er im Ollington Smith Playhouse in Houston Erfahrungen als Theaterschauspieler. Er gab 2011 sein Filmschauspieldebüt in der Rolle des Jeffrey im Film Queenie: Priestess of the Ghetto, der unter anderen am 27. Januar 2011 auf dem San Diego Black Film Festival gezeigt wurde. In den nächsten Jahren wirkte er in einer Reihe von Kurzfilmen mit, unter anderen 2015 im Kurzfilm The '51 Dons in der Rolle des Ollie, der am 9. September 2015 auf dem LA Shorts Fest gezeigt wurde. 2021 wirkte er in einer Episode der Fernsehserie American Crime Story – Amtsenthebung mit. 2022 spielte er im Fernsehfilm-Thriller Bound by Blackmail die Rolle des Officer Holland. Im selben Jahr war er außerdem in Catfish Killer als Detective Wilson und in einer Episode der Fernsehserie Home Economics als Police Officer zu sehen. Als Detective South wirkte er im Fernsehfilm Danger Lurking Under My Roof als Detective South mit. Im selben Jahr stellte er die Rolle des Captain Kacey Keele im Mockbuster Megalodon: The Frenzy dar.
Er wirkte in Werbespots zu Dick’s Sporting Goods, T-Mobile und EA Sports mit.

## Filmografie (Auswahl)
- 2011: Queenie: Priestess of the Ghetto
- 2012: A Woman's Worth Short Film (Kurzfilm)
- 2013: Cruisin' with Pain (Kurzfilm)
- 2015: The '51 Dons (Kurzfilm)
- 2016: Fruit of the Fungus (Kurzfilm)
- 2016: Dialogue (Kurzfilm)
- 2016: Viral (Kurzfilm)
- 2019: Visions (Kurzfilm)
- 2020: The Unknown Gift (Kurzfilm)
- 2020: Howl (Kurzfilm)
- 2021: American Crime Story – Amtsenthebung (American Crime Story – Impeachment, Fernsehserie, Episode 3x02)
- 2022: Bound by Blackmail (Fernsehfilm)
- 2022: Catfish Killer
- 2022: Home Economics (Fernsehserie, Episode 3x04)
- 2022: Revenge (Kurzfilm)
- 2022: One Night Stand (Kurzfilm)
- 2022: Infiltration (Kurzfilm)
- 2023: Quantum Leap (Fernsehserie, Episode 1x11)
- 2023: Die Conners (The Conners, Fernsehserie, Episode 5x21)
- 2023: Danger Lurking Under My Roof (Fernsehfilm)
- 2023: Megalodon: The Frenzy

## Theater (Auswahl)
- Fortunes of the Moor, Ollington Smith Playhouse
- The Colored Museum, Ollington Smith Playhouse